# Amorphophallus galbra
Amorphophallus galbra là một loài thực vật có hoa trong họ Ráy (Araceae). Loài này được F.M.Bailey mô tả khoa học đầu tiên năm 1893.